# 설천면 (남해군)
설천면(雪川面)는 대한민국 경상남도 남해군의 면이다. 남해군의 북단에 위치하며, 남해대교와 노량충렬사, 대국산성 등을 비롯한 관광명소가 있다.

## 행정 구역
- 비란리(飛鸞里)
- 진목리(眞木里)
- 금음리(金音里)
- 남양리(南陽里)
- 노량리(露梁里)
- 문항리(文巷里)
- 문의리(文義里)
- 덕신리(德申里)

## 교육
| 학교명                | 소재지                           | 비고        |
| --------------------- | -------------------------------- | ----------- |
| 설천초등학교          | 설천면 설천로696번길 11 (남양리) |             |
| 설천초등학교 덕신분교 | 설천면 남해대로 4110-9 (덕신리)  | 2011년 폐교 |
| 진목초등학교          | 설천면 설천로 291-6 (진목리)     | 1999년 폐교 |
| 설천중학교            | 설천면 설천로 678 (금음리)       |             |

## 볼거리
- 남해대교

남해의 관문으로, 주변의 다도해 절경을 감상할 수도 있고, 하동화력발전소와 광양제철을 볼 수 있다. 또한 남해대교는 이순신 장군의 노량해전의 전장터이기도 하며, 남해섬을 육지와 연결시켜 준 현수교로 이 지역 일대가 한려해상국립공원으로 지정되어 있다. 남해대교에서 바라보는 노량해협과 다도해, 그리고 아름다운 일몰은 명물로 통한다.
- 남해 3·1독립운동 발상 기념탑 (南海三一獨立運動發祥紀念塔)

1919년 4월 2일 경상남도 남해군 설천면에서 남해 지역의 3·1독립만세운동이 시작된 것을 기념하기 위하여 남해군이 주관하여 건립한 탑이다. 원래 1985년 12월 23일에 만세운동 당시 시위대가 남해읍으로 향하던 길목인 문항리에 가로 2m, 세로 1m, 높이 2.7m 규모의 '남해3·1운동발상기념비'를 세웠다가 2007년에 높이 11m 규모인 지금의 기념탑으로 재정비하였다. 기념탑은 기단부 중앙에 옛 남해3·1운동발상기념비의 비문을 새긴 오석판(烏石板)을 배치하고 탑신에는 '남해 3·1운동 발상 기념탑'이라는 탑명을 새겼으며, 상륜부는 두 손으로 태극을 받치고 있는 형상으로 마무리하였다. 기념탑 주변에 당시 만세운동 주동자들인 정순조(鄭順祚)와 정임춘(鄭任春)의 묘가 있다. 2003년 5월에 국가보훈처에서 현충시설로 지정하였다. 소재지 : 경상남도 남해군 설천면 문항리 1146
- 노량공원
- 남해충렬사
- 대국산성
- 문항어촌체험마을